# 서풍의 광시곡
서풍의 광시곡(Rhapsody of Zephyr)은 6개의 타이틀로 이어지는 창세기전 시리즈 중 3번째 작품으로 창세기전 외전 1격의 작품이다. 대한민국의 게임 개발사인 소프트맥스사에서 제작하고 1998년 3월 발매된 롤플레잉 비디오 게임이다.

## 발매
발매 당시의 유통사는 전작인 창세기전2를 유통하기도 한 하이콤이었는데, 1998년 하이콤의 부도로 당시로는 기록적인 판매량을 올린 서풍의 광시곡의 판매 대금 회수가 어려워 지게 된다. 이는 후속작인 템페스트를 8개월 만에 완성도가 떨어지는 상태로 무리하게 개발 출시하게 되는 원인이 된다. 이후 창세기전3를 직접 유통하기 위해 만들어진 소프트맥스의 자회사 디지탈 에이지를 통해 새로운 형태의 패키지로 재발매되었으며, 저가의 쥬얼 버전으로도 유통이 되었다.
일본판에서는 작화가 대폭 교체되었으며 상당량의 대사 및 시스템 설정이 수정, 보완되었다. 또한, 플레이스테이션 2로 발매될 때는 초회한정판 특전으로 서풍의 광시곡 프리미엄 사운드 트랙이 동봉되었다. 일본의 대표적 롤플레잉게임 제작사인 니혼 팔콤에서 게임의 라이선스를 획득하여 일본에서 각각 2000년에 PC, 2001년에 DC, 2004년에 플레이스테이션 2용 게임으로도 각각 선보인 바 있다.

## 제작진
메인 프로듀서는 현 소프트맥스의 이사인 조영기이고, 작화는 일본인 Mr. Huruno, 음악은 장성운과 황주은등 3명이 외주 형태로 작업했다. 이후 장성운은 소프트맥스에 입사해 후속 창세기전 시리즈와 마그나카르타시리즈 제작에 참여했고, 황주은은 어뮤즈월드에서 이지투디제이 등을 작업했다.

## 줄거리
창세기전2의 배경사건인 창세전쟁이 종결된 50년 뒤를 다루고 있는 서풍의 광시곡은 전작인 창세기전 1편·2편과 달리 알렉상드르 뒤마의 《몬테크리스토 백작》을 원안으로 하여 게임 스토리의 복선과 반전을 한결 치밀하게 전개하고 있는 것이 가장 큰 특징이다.
연인과 가장 믿던 친구에게 배반당한 주인공 시라노가 복수를 위해 싸운다는 설정이 주된 내용이다. 게임은 단순한 복수뿐 아니라, 제국과 제국 혁명군과의 관계, 그외 창세기전의 여러 가지 치밀한 설정들이 어우러진 복합적 구조를 지니고 있다.